# Banelco

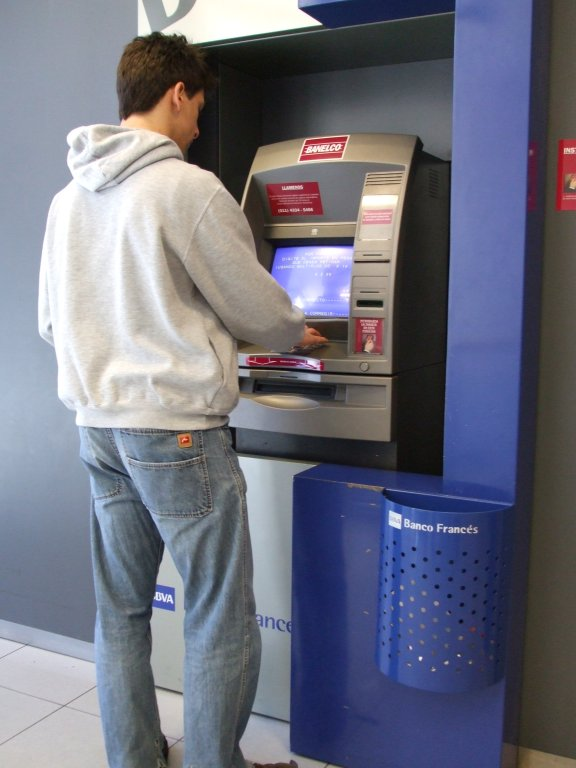
Cajero automático de la red Banelco en BBVA.

Banelco (acrónimo de Banca Electrónica Compartida) es una red interbancaria que dispone de cajeros automáticos en Argentina. Banelco ofrece gran cantidad de servicios relacionados al manejo de dinero, como tarjetas de débito, transferencias electrónicas, servicios de pago, etc. Su principal competidor en el mercado argentino es Red Link.
La red de cajeros automáticos Banelco, como las marcas Pago mis cuentas, Todo pago, LaPOS son propiedad de Prisma medios de pago S.A. Entre 2017 y 2021 los bancos privados fueron desprendiéndose de la totalidad de esa sociedad.

## Bancos que operan con Banelco
- BBVA
- Santander
- Banco Macro
- Brubank
- Banco Galicia
- Galicia Más
- ICBC
- Banco Patagonia
- Supervielle
- Rebanking (.reba)
- Banco Comafi
- Banco del Sol
- Ualá (bajo el seudónimo de Uilo y Wilobank)
- Hipotecario
- HSBC
- Banco del Sol (Grupo Sancor Seguros)

## Tarjetas que operan con Banelco
- Visa
- Mastercard